# Azat u ankax Arc’ax
Azat u ankax Arc’ax (Artsakh libero e indipendente) è stato l'inno nazionale ufficiale dell'autoproclamata Repubblica dell'Artsakh (fino al 2017 denominata Repubblica del Nagorno Karabakh).
È scritto in lingua armena ed è stato adottato il 17 novembre 1992 su testo di Vardan Hakobian e musica di Armen Nassibian.
Armeno
Ազատ ու անկախ Արցախ,
Քո տուն-ամրոցը կերտեցինք,
Պատմությունը մեր երկրի
Մեր սուրբ արյամբ մենք սերտեցինք։
Դու բերդ ես անառիկ,
Բարձունք սրբազան, վեհ անուն,
Մասունք աստվածային,
Քեզնով ենք հավերժանում։
Դու մեր լույս հայրենիք,
Երկիր, հայրենյաց դուռ սիրո
Ապրիր դու միշտ խաղաղ,
Մեր հին ու նոր Ղարաբաղ։
Քաջերն ենք մենք հայկազուն,
Մռավ ենք, Քրիս ենք ու Թարթառ,
Մեր վանքերով լեռնապահ՝
Անհաղթելի մի բուռ աշխարհ։
Trascrizione latina
Azat u ankakh Arts'akh,
K'o tun-amrots'ë kertets'ink',
Patmut'yunë mer yerkri
Mer surb aryamb menk' sertets'ink'.
Du berd yes anar'ik,
Bardzunk' srbazan, veh anun,
Masunk' astvatsayin,
K'eznov yenk' haverzhanum.
Du mer luys hayrenik',
Yerkir, hayrenyats' dur' siro
Aprir du misht khaghagh,
Mer hin u nor Gharabagh.
K'ajern yenk' menk' haykazun,
Mr'ov yenk', K'ris yenk' u T'ar't'ar',
Mer vank'erov ler'napah,
Anhaght'eli mi bur' ashkharh.
Traduzione italiana
Libero ed indipendente Artsakh
Come una fortezza ti abbiamo costruito.
La storia del nostro paese
Noi abbiamo scritto con il sangue degli eroi.
Tu sei una fortezza inespugnabile,
una sacra vetta, un nobile nome.
Una benedizione divina ci rende eterni grazie a te.
Tu, la nostra patria che ci dà la luce,
terra, porta d'amore verso la Patria.
Vivi sempre in pace,
nostro vecchio e nuovo Karabakh.
Noi siamo coraggiosi discendenti di Haik
Come Mrav e Kirs e l'eterno Terter
con i nostri templi in alta montagna
manteniamo il nostro paese invincibile.